# Предущельное
Предуще́льное (до 1948 года Кош-Дегерме́н; укр. Передущельне, крымскотат. Qoş Degirmen, Къош Дегирмен) — село в Верхореченском сельском поселении Бахчисарайского района Республики Крым (согласно административно-территориальному делению Украины — Верхореченский сельский совет Автономной Республики Крым).

## Современное состояние
В Предущельном 7 улиц, площадь села 52,8 гектара на которой. в 249 дворах, по данным сельсовета на 2009 год, числилось 567 жителей, работает сельский клуб. С Бахчисараем и Симферополем село связано автобусным сообщением.

## Население
| 2001 | 2014 |
| ---- | ---- |
| 633  | ↘549 |

Всеукраинская перепись 2001 года показала следующее распределение по носителям языка:
| Язык             | Число жит. | Процент |
| ---------------- | ---------- | ------- |
| русский          | 517        | 81,67   |
| крымскотатарский | 91         | 14,38   |
| украинский       | 17         | 2,69    |
| белорусский      | 1          | 0,16    |
| венгерский       | 1          | 0,16    |
| идиш             | 1          | 0,16    |
| молдавский       | 1          | 0,16    |

### Динамика численности
| - 1864 год — 31 чел. - 1915 год — 0 чел. - 1926 год — 115 чел. - 1939 год — 198 чел. | - 1989 год — 561 чел. - 2001 год — 633 чел. - 2009 год — 567 чел. - 2014 год — 549 чел. |

## Название
Историческое название села Кош-Дегирмен означает в переводе с крымскотатарского языка «па́рная мельница» (qoş — пара, парный, двойной; degirmen — мельница).

## География
Село расположено в центральной части района, на правом берегу реки Кача, на выходе речной долины из Второй Гряды Крымских гор (памятник природы с 1969 года, с 1974 года — государственный заказник Качинский каньон), в шести километрах от Бахчисарая на шоссе Транспортное сообщение осуществляется по региональной автодороге 35Н-064 Бахчисарай — Шелковичное (по украинской классификации — С-0-10226). Всё сообщение с селом, не считая горных просёлков, происходит по этой дороге через райцентр, там же находится ближайшая железнодорожная станция. Высота центра села над уровнем моря — 151 м.

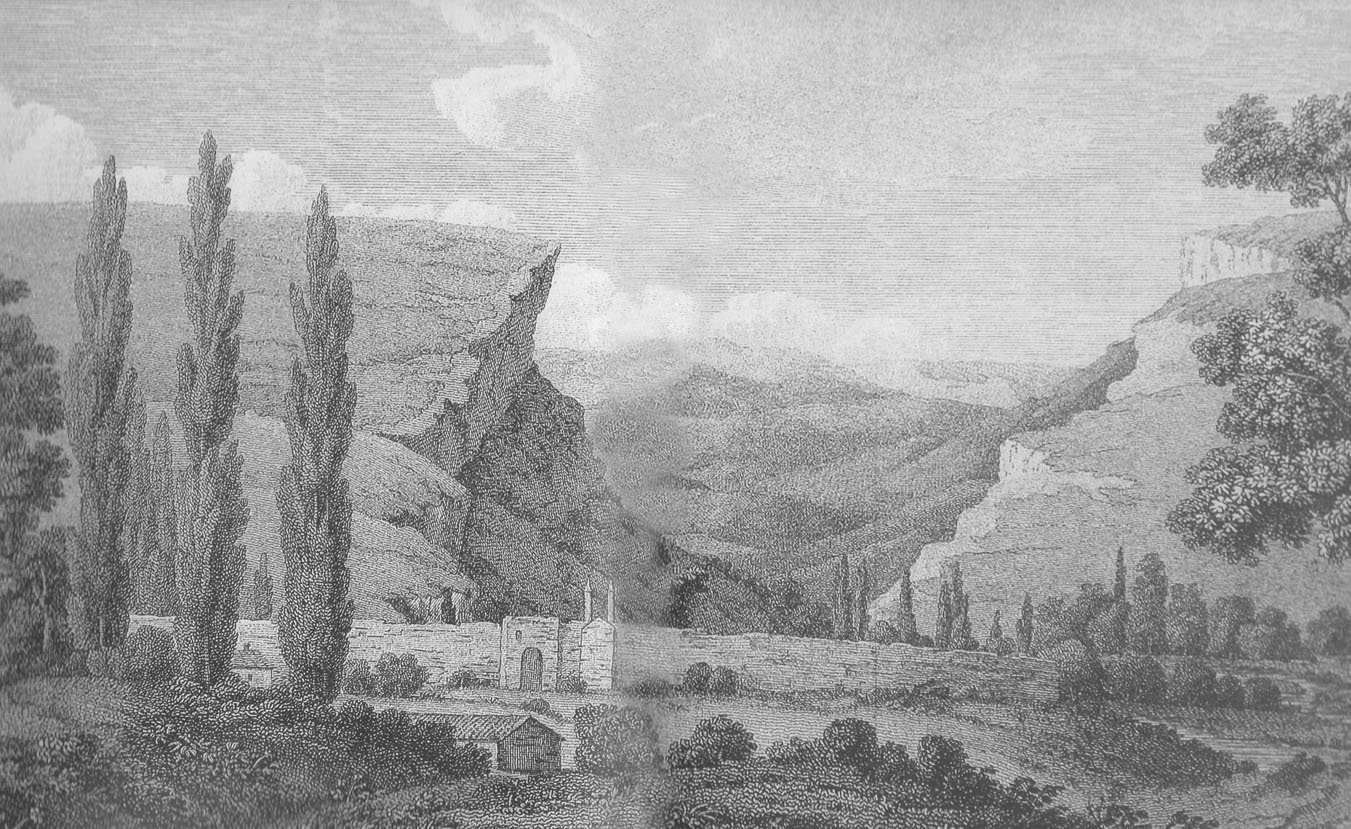
Качи-Кальон. 1805 год. Лист 3 из альбома ко второй части издания П.И.Сумарокова «Досуги крымского судьи или Второе путешествие в Тавриду»
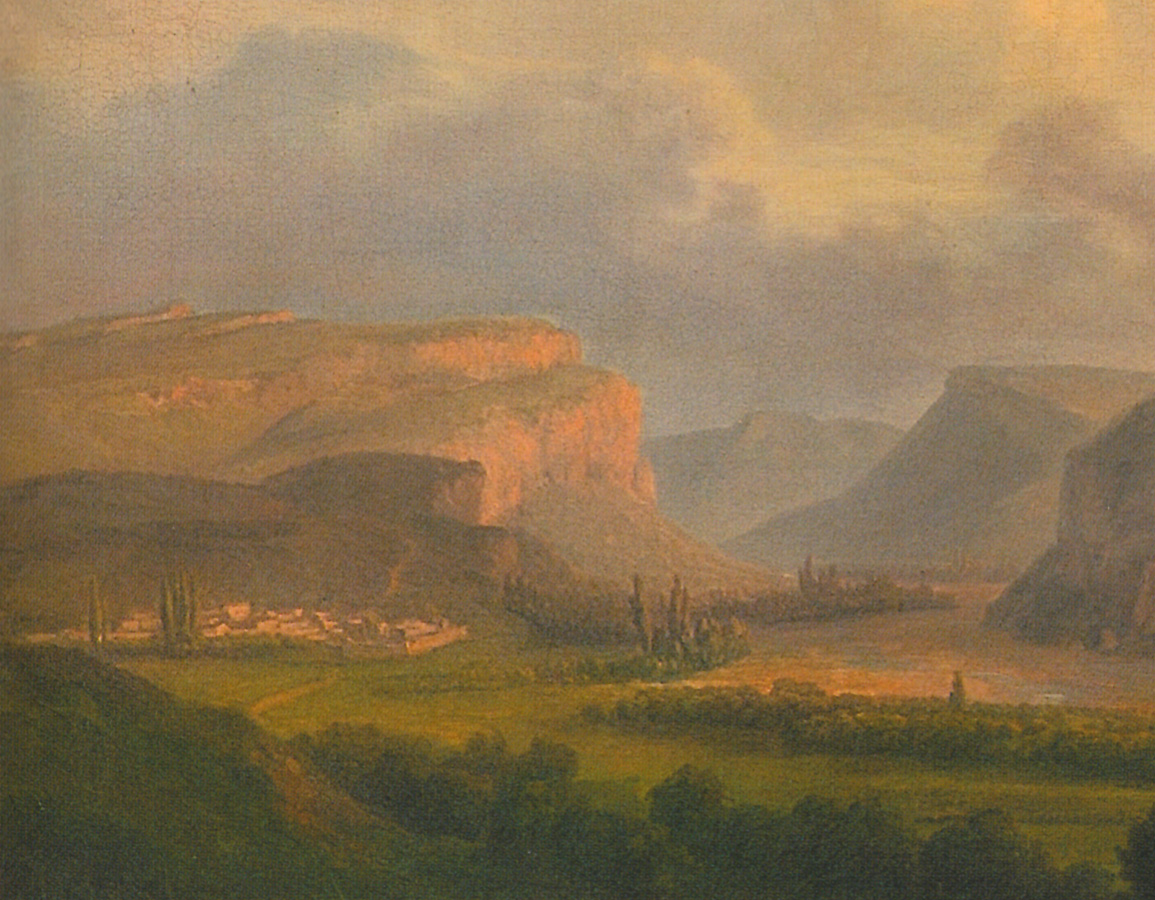
Кош-Дегермен, 1814 год.
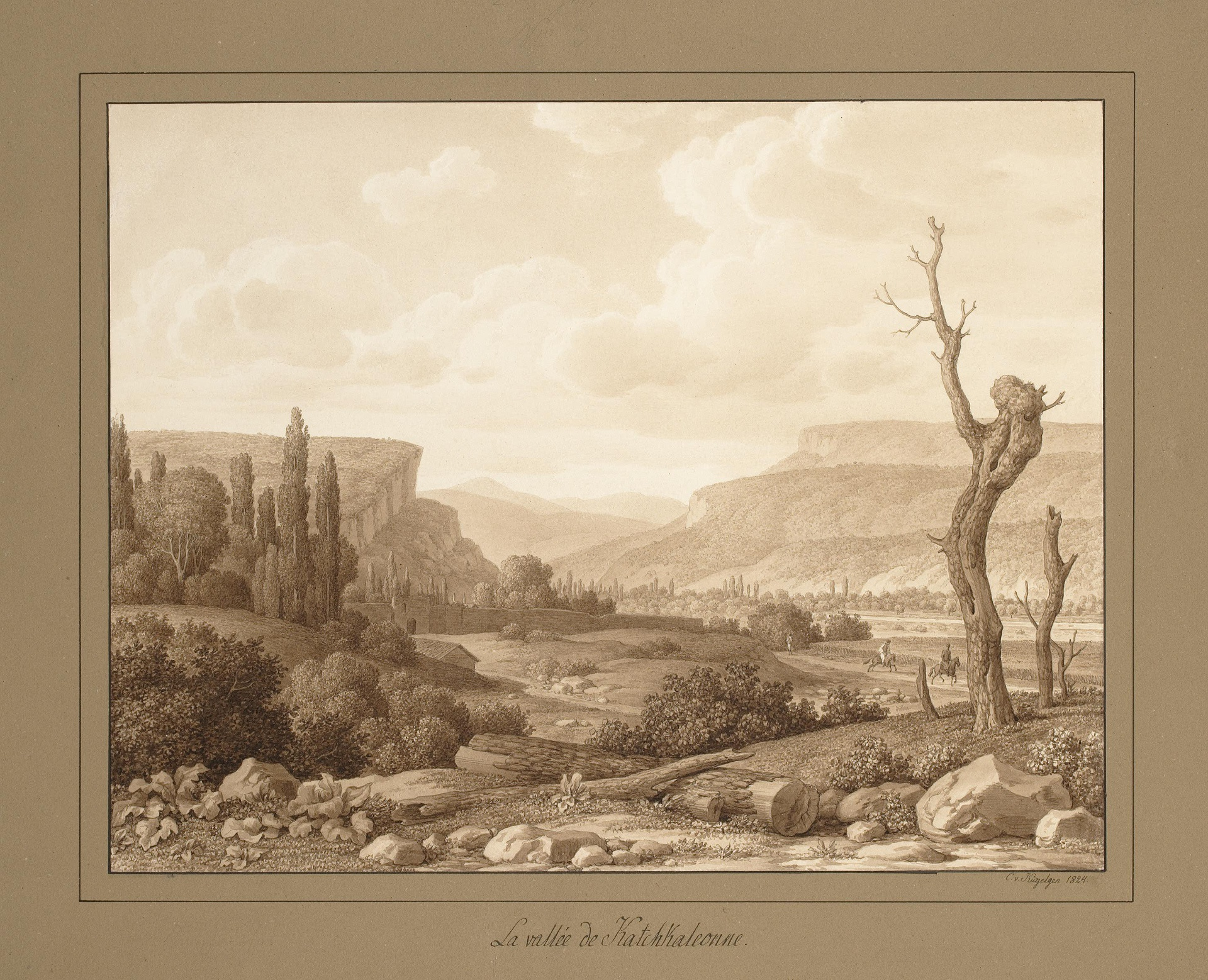
Карл фон Кюгельген. Деревня Качикален, 1824 год.
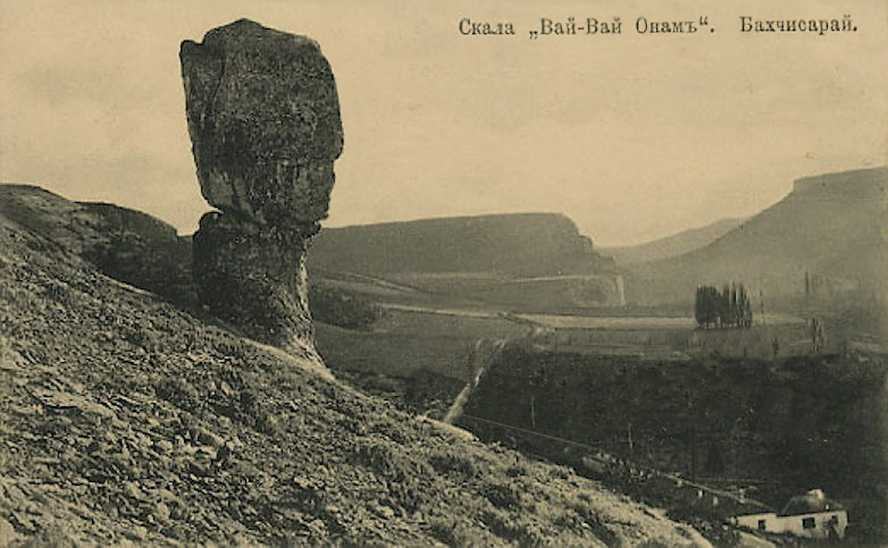
Скала Вай-Вай-Анам.

## История
Историческое название Предущельного — Кош-Дегермен. Село произошло от слияния Кош-Дегермена с соседней деревней Мустафа-Бей, причём в истории чаще фигурирует последнее. Есть сведения, что поселение на этом месте существовало в X—XI веках, но в письменных источниках впервые упоминается в Камеральном Описании Крыма 1784 года, где упоминаются Мустафа Ага и другой Мустафа Ага — деревни бакчи-сарайскаго каймаканства Бакче-сарайскаго кадылыка , скорее — приходы-маале большого селения. После присоединения Крыма к России (8) 19 апреля 1783 года, (8) 19 февраля 1784 года, именным указом Екатерины II сенату, на территории бывшего Крымского Ханства была образована Таврическая область и деревня была приписана к Симферопольскому уезду. После Павловских реформ, с 1796 по 1802 год, входила в Акмечетский уезд Новороссийской губернии. Кош-Дегермен упоминается в ордере от 3 октября 1796 года, о передаче его земель надворному советнику Оспурину, а поскольку раздавались бесхозные земли, возможно, население эмигрировало в Турцию. По новому административному делению, после создания 8 (20) октября 1802 года Таврической губернии, Кош-Дегермен находился на землях Чоргунской волости Симферопольского уезда.
В Ведомости о всех селениях в Симферопольском уезде состоящих с показанием в которой волости сколько числом дворов и душ… от 9 октября 1805 года деревня не записана, на военно-топографической карте генерал-майора Мухина 1817 года Кош-Дегирмен обозначен как пустующий, а на картах 1842 и 1865—1876 годов деревня не упомянута вовсе. Согласно «Списку населённых мест Таврической губернии по сведениям 1864 года», составленному по результатам VIII ревизии 1864 года, Кош-Дегермен обозначен, как владельческая дача, с 7 дворами, 31 жителем и двумя водяными мельницамипри реке Каче, судя по местоположению, относившаяся к Каралезской волости. В «Памятной книге Таврической губернии 1889 года» по результатам Х ревизии 1887 года, Кош-Дегермен опять не отмечен (правда, в этом издании хутора и дачи не перечислялись). На верстовой карте 1890 года обозначено урочище Кош-Дегермен с некими строениями (в «Практическом путеводителе по Крыму» Анны Москвич того же года на месте селения описаны имение Волковского, водяная мельница и стены ханского монетного двора).
После земской реформы 1890-х годов Кош-Дегермен находился на территории Каралезской волости.
Имение с мельницей А. П. Волковского, под названием Кош-Дегермен упоминается в путеводителе Григорий Москвича 1913 года, как существующее до начала XX века. ВПо Статистическому справочнику Таврической губернии. Ч.II-я. Статистический очерк, выпуск шестой Симферопольский уезд, 1915 год, в Каралезской волости Симферопольского уезда числились хутор Гана Г. А. Кош-Дегирмен с 21 двором и 16 десятинами земли и сад Бояджиева того же названия — 1 двор, 7,5 десятин земли, оба без жителей.
После установления в Крыму Советской власти, по постановлению Крымревкома от 8 января 1921 года была упразднена волостная система и село вошло в состав Бахчисарайского района Симферопольского уезда (округа), а в 1922 году уезды получили название округов. 11 октября 1923 года, согласно постановлению ВЦИК, в административное деление Крымской АССР были внесены изменения, в результате которых был создан Бахчисарайский район и село включили в его состав. Согласно Списку населённых пунктов Крымской АССР по Всесоюзной переписи 17 декабря 1926 года, в селе Кош-Дегермен, Пычкинского сельсовета Бахчисарайского района, числилось 29 дворов, все крестьянские, население составляло 115 человек (55 мужчин и 60 женщин). В национальном отношении учтено: 92 русских, 13 татар, 2 украинца, 7 армян, 1 эстонец. По данным всесоюзной переписи населения 1939 года в селе проживало 198 человек.
В 1944 году, после освобождения Крыма от фашистов, 12 августа 1944 года было принято постановление № ГОКО-6372с «О переселении колхозников в районы Крыма» по которому в район планировалось переселить 6000 колхозников и в сентябре 1944 года в район приехали первые новосёлы (2146 семей) из Орловской и Брянской областей РСФСР, а в начале 1950-х годов последовала вторая волна переселенцев из различных областей Украины. С 25 июня 1946 года в составе Крымской области РСФСР. Указом Президиума Верховного Совета РСФСР от 18 мая 1948 года, Кош-Дегермен переименовали в Предущельное. 26 апреля 1954 года Крымская область была передана из состава РСФСР в состав УССР. Время создания сельсовета пока не установлено: на 15 июня 1960 года он уже существовал, на 1968 год село в составе Верхореченского. По данным переписи 1989 года в селе проживало 561 человек. С 12 февраля 1991 года село в восстановленной Крымской АССР, 26 февраля 1992 года переименованной в Автономную Республику Крым. С 21 марта 2014 года в составе Крыма аннексировано Россией.

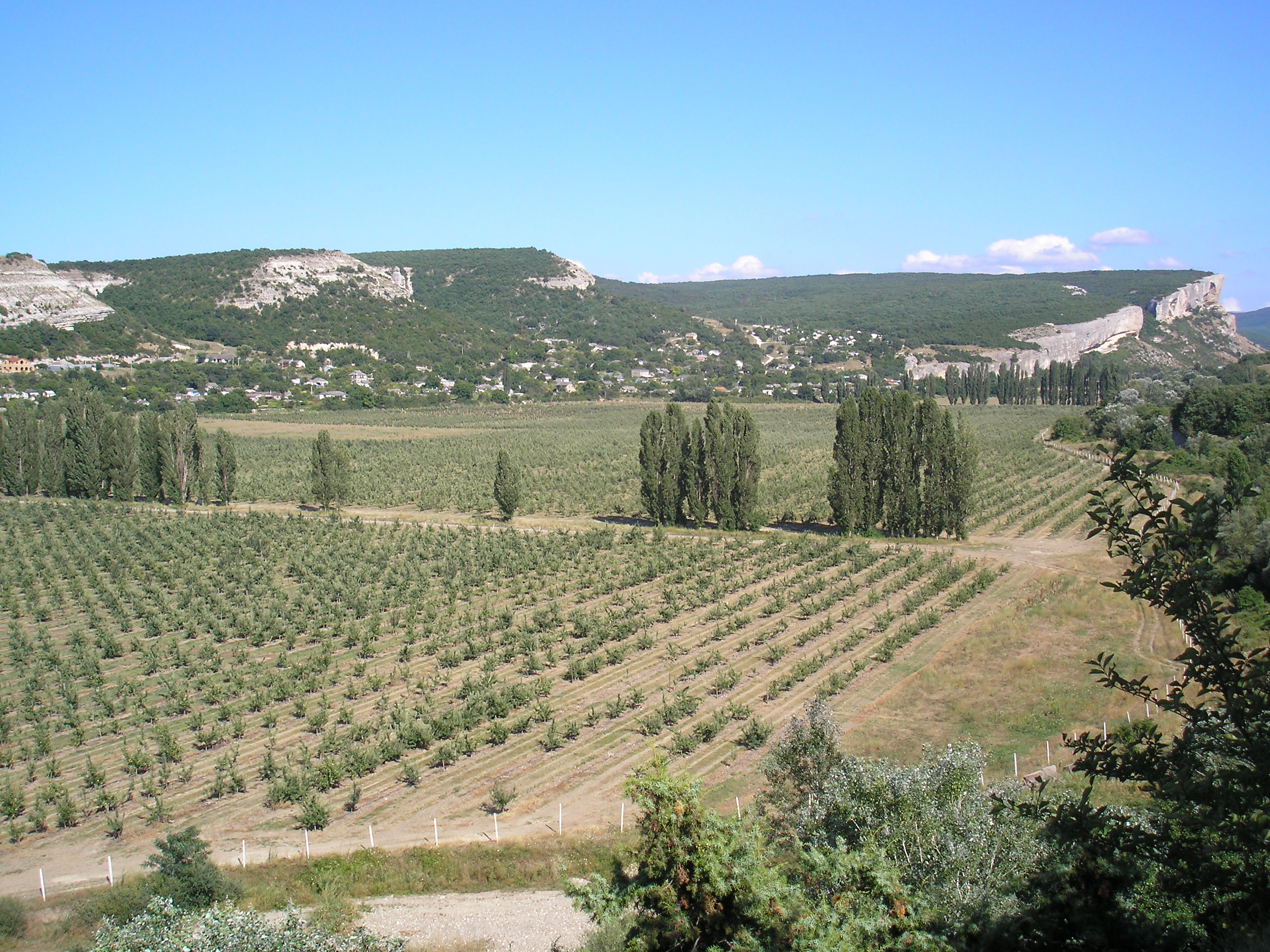
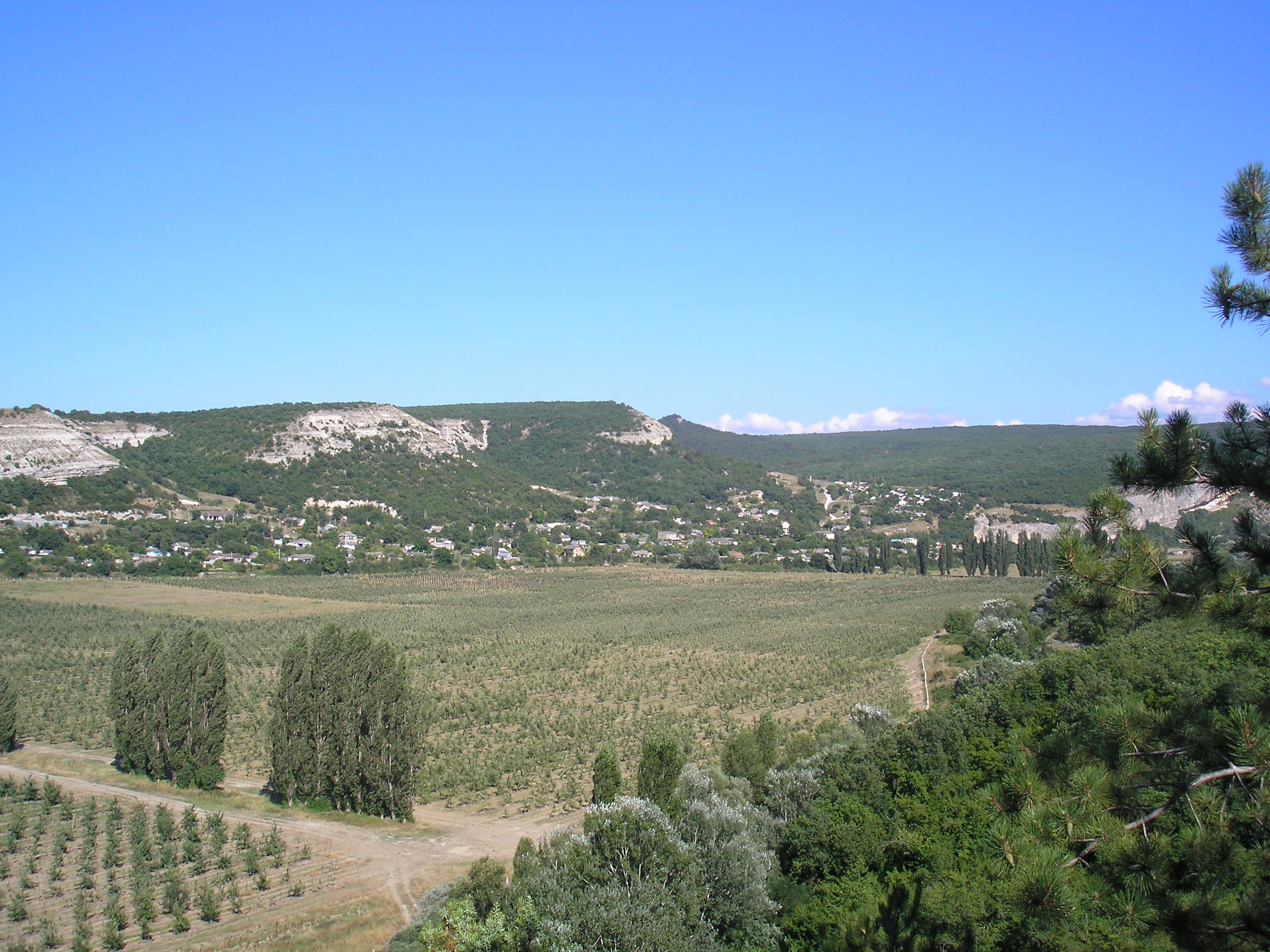
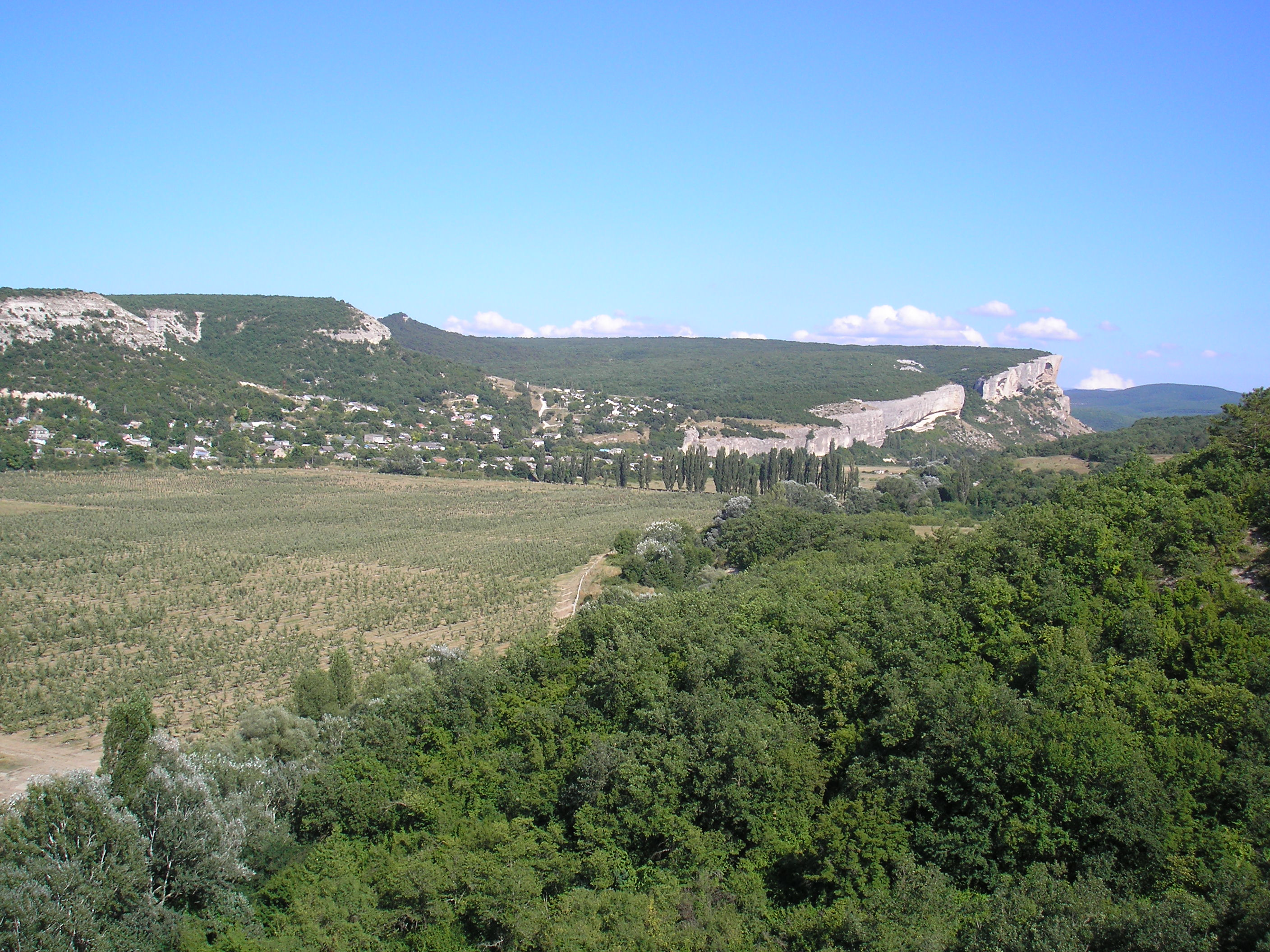
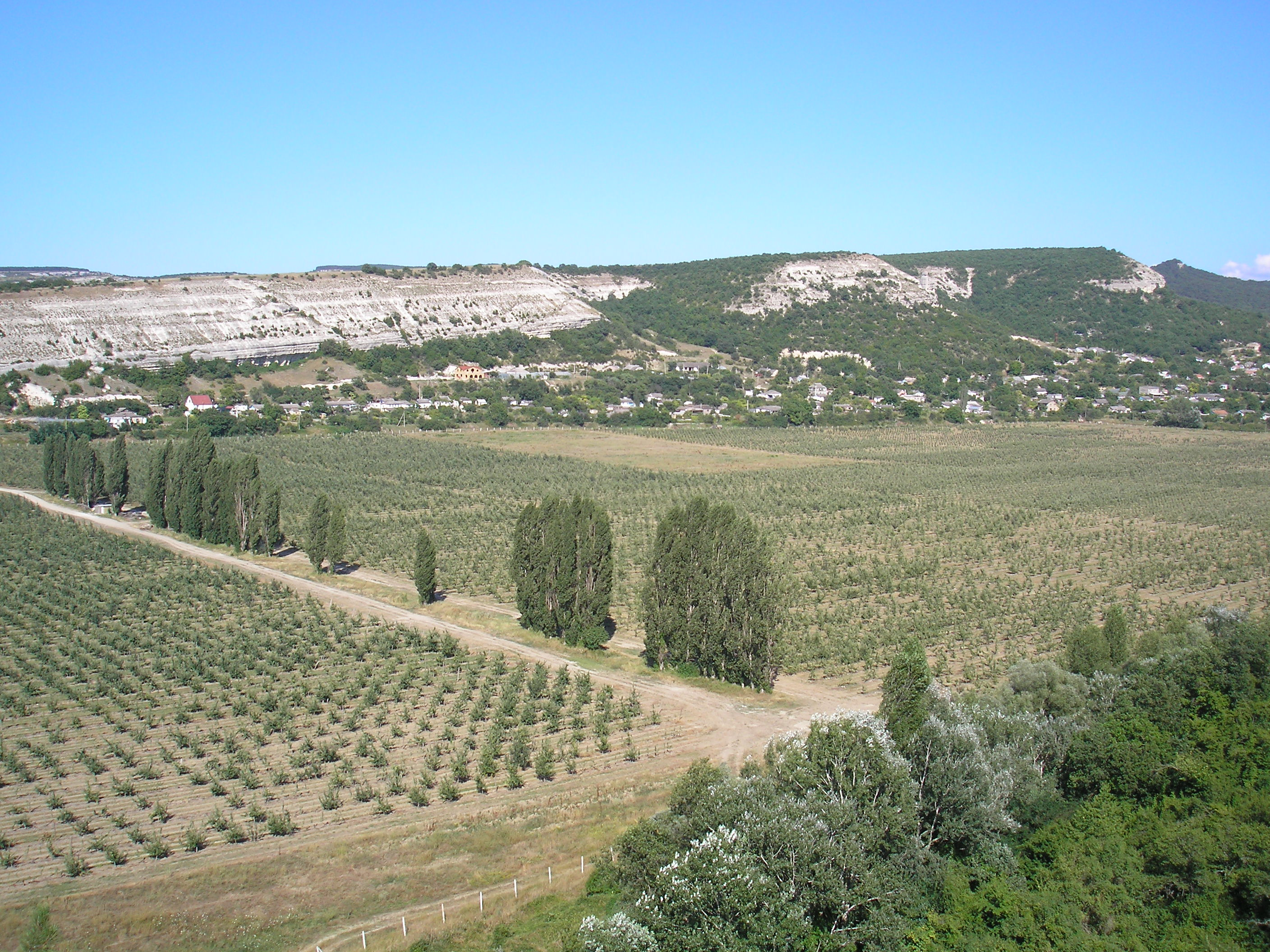
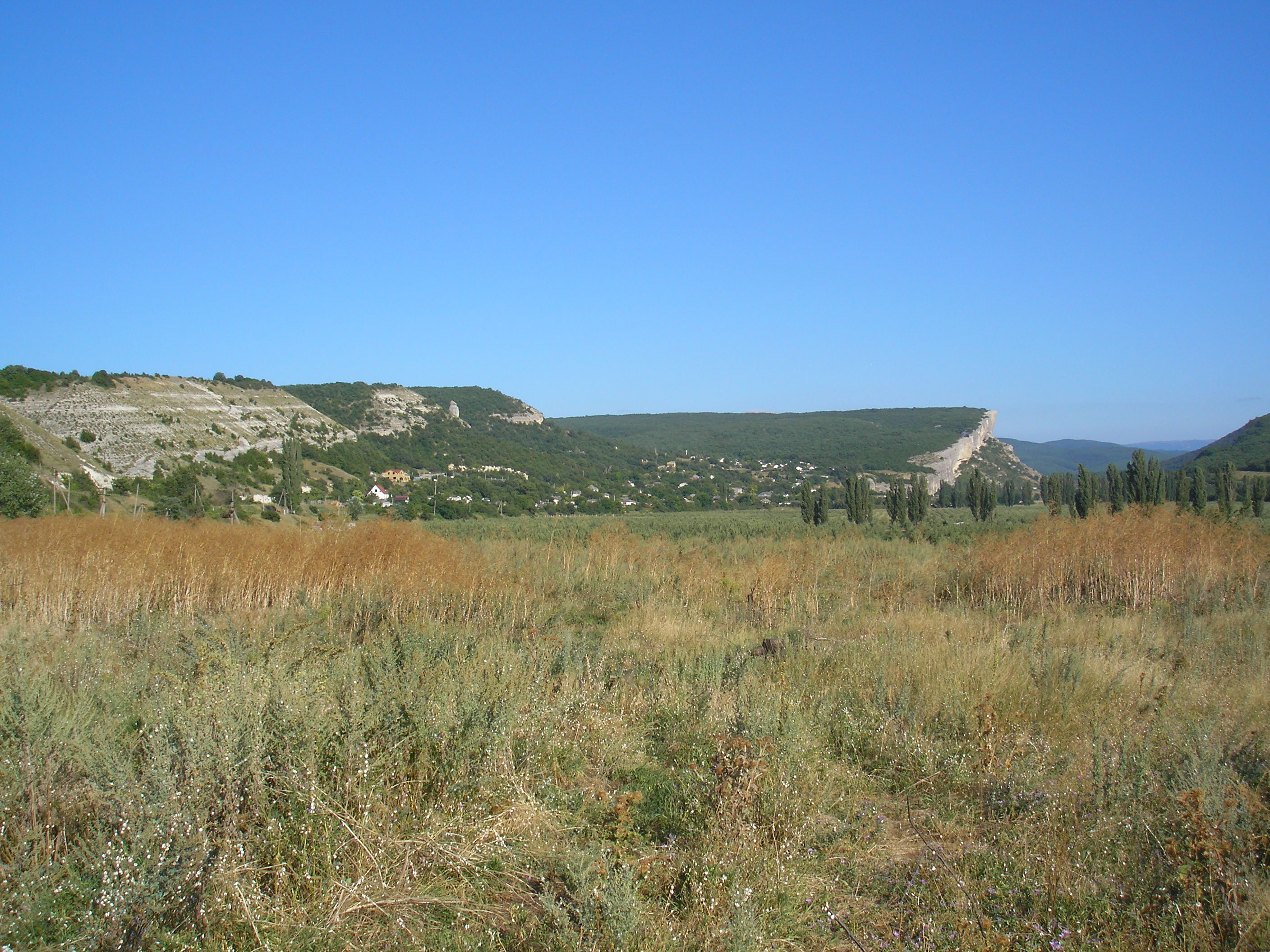

## Достопримечательности
За восточной окраиной села, в ущелье Таш-Аир — выполненные красной краской наскальные росписи 2 тысячелетия до н. э., чуть ближе, у шоссе, Качинский навес — стоянка людей времён палеолита (40-10 тысяч лет назад), исследована в 1879—1880 годах К. С. Мережковским. В самом селе — персонаж крымских легенд, скала Хорхма-Балам-Кая (её пара — скала Вай-Вай-Анам-Кая, взорвана при ремонте шоссе).